# Станишівка (станція)
Станишівка — проміжна станція 5-го класу Коростенської дирекції Південно-Західної залізниці (Україна), розміщена на дільниці Житомир — Фастів I між зупинними пунктами Нова Бистра (відстань — 5 км) та Ліщин (4 км). Відстань до ст. Житомир — 11 км, до ст. Фастів I — 90 км. Від станції відходить колія до станції Пряжів дільниці Житомир — Бердичів.

## Історія
Розташована в Житомирському районі, за 1,5 км на північний схід від Пісків, за 1,5 км на південь від Бистрих.
Відкрита 1936 року. У 2011 році дільницю Житомир — Фастів I, на якій розташована станція, електрифіковано з метою створення альтернативного транспортного коридору для розвантаження дільниці Козятин I — Фастів I.